# Fall Guys
Fall Guys (ursprünglich Fall Guys: Ultimate Knockout) ist ein Battle-Royale-Videospiel, das von Mediatonic entwickelt und im August 2020 von Devolver Digital für Microsoft Windows und PlayStation 4 veröffentlicht wurde. Das Spiel greift Elemente der Spieleshows Takeshi’s Castle und WipeOut auf. Im Juni 2022 wurde Fall Guys auch für Nintendo Switch, PlayStation 5, Xbox One und Xbox Series veröffentlicht und ist seitdem kostenfrei spielbar.

## Spielprinzip
Bis zu 40 Spieler können an einem Match teilnehmen. Dabei müssen sie sich in verschiedenen Minispielen beweisen, um sich für die nächste Runde zu qualifizieren und ins Finale zu kommen, wo sie um den ersten Platz kämpfen. Neben dem Finale, das für wenige Spieler ausgelegt ist, lassen sich die Minispiele in vier Kategorien unterteilen: Rennen, Überleben, Jagd und Logik. Dazu kommen Spiele, die man im Team spielt. Sobald nur noch wenige Spieler mitspielen, startet das Finale. Gewinner ist der letzte Überlebende und erhält als Belohnung eine Krone. Für jede gewonnene Runde kann man Ruhm gewinnen, der benötigt wird, um im persönlichen Level zu steigen. Zusätzlich bekommt man nach jeder Episode Kronen, mit denen man im Kronenrang aufsteigt, durch den man Belohnung wie Kostüme, Gesichter, Farben, Muster, Emotes & Jubel erhält. Im Kronenpass eines Spielers sind 54 Ränge, die mit 4500 Kronen vollendet werden. Steigt der Spieler einen Rang auf, ist der Abstand zum nächsten Kronenrang größer. Der Kronenpass hatte 50 Ränge bis zur Season 6, was mit Season 7 auf 54 erweitert wurde.
Die Kostüme, die Theatralik und Oberflächen, wie sie offiziell genannt werden, gehören zum Design des Charakters und können mithilfe des Kronenpasses, des Season-/Saison-Passes, Events, Herausforderungen oder durch das erspielen von Kudos und Show-Bucks erworben werden.

### Seasons
Die Minispiele in Fall Guys werden in regelmäßigen Abständen als Seasons veröffentlicht. Für Fall Guys erschienen bisher neun Seasons mit jeweils neu eingeführten Minispielen und weiteren Inhalten. Seit Season 8 sind ausgewählte Minispiele zu Wartungszwecken temporär nicht verfügbar. Sie können jedoch immer noch in der Tresor-Show in privaten Shows gespielt werden.
Am 16. August 2023 kündigten die Entwickler an, dass Fall Guys statt Seasons zukünftig monatliche Updates erhalten wird, die neue Kostüme, Minispiele, Ruhm-Pässe und Themen liefern. Das erste monatliche Update, das "Sommerbrise-Update",wurde am selben Tag veröffentlicht.
| Season (Update)    | Beginn             | Titel                         | Neue Minispiele   |
| Ultimate Knockout  | Ultimate Knockout  | Ultimate Knockout             | Ultimate Knockout |
| ------------------ | ------------------ | ----------------------------- | ----------------- |
| 1                  | 4. August 2020     | Ultimate Knockout             | 25                |
| 2                  | 8. Oktober 2020    | Medieval Knockout             | 4                 |
| 3                  | 15. Dezember 2020  | Wintersport                   | 7                 |
| 4                  | 22. März 2021      | 4041                          | 7                 |
| 5                  | 20. Juli 2021      | Dschungelabenteuer            | 7                 |
| 6                  | 30. November 2021  | Spektakuläre Party            | 6                 |
| Free For All       |                    |                               |                   |
| 1                  | 21. Juni 2022      | Free For All                  | 8                 |
| 2                  | 15. September 2022 | Satelliten-Gerangel           | 8                 |
| 3                  | 22. November 2022  | Versunkene Stadt              | 5                 |
| 4                  | 10. Mai 2023       | Kreatives Bauen               | über 50           |
| monatliche Updates |                    |                               |                   |
| 1                  | 16. August 2023    | Sommerbrise-Update            |                   |
| 2                  | 27. September 2023 | Fall-Kraft-Update             |                   |
| 3                  | 7. November 2023   | "Höher und weiter"-Update     |                   |
| 4                  | 6. Dezember 2023   | Power-Party-Update            |                   |
| 5                  | 23. Januar 2024    | "Formen und Aufkleber"-Update |                   |
| 6                  | 28. Februar 2024   | Überlebenskampf-Update        |                   |
| 7                  | 7. Mai 2024        | "Ewiger Fall"-Update          |                   |
| 8                  | 11. Juni 2024      | "Juni '24"-Update             |                   |

### Shows
In Fall Guys gibt es die Solo-Show, die Duos-Show, die Trupp-Show, die zeitlich limitierten Shows und die privaten Shows. In der Solo-Show spielt man allein mit bis zu 40 Spielern alle Solo-Runden. Die Sieger-Belohnung in der Solo-Show ist eine ganze Krone. In der Duos-Show spielt man zu zweit in einem Team, um Punkte zu erzielen. Die Teams mit den meisten Punkten qualifizieren sich. Die Sieger-Belohnung in der Duos-Show sind 35 Kronensplitter. In der Trupp-Show verläuft der Ablauf wie in der Duos-Show, mit dem Unterschied, dass man in der Trupp-Show zu viert spielt und nur 20 Kronensplitter als Sieger-Belohnung erhält. Außerdem gibt es in der Trupp-Show Team-Runden, in denen man in zwei bis vier Teams eingeteilt wird und gemeinsam ein bestimmtes Ziel erreichen muss. In den limitierten Shows gibt es unterschiedliche Bedingungen, wie beispielsweise, dass in der Show Rennrunden-Tag – Solo nur Rennrunden gespielt werden können.
Diese wechseln wöchentlich. In privaten Shows kann man per Code Leute einladen, mit denen man spielen möchte. Man kann zwischen verschiedenen Shows wählen und von anderen Spielern im Kreativmodus erstellte Runden spielen. Im März 2023 wurde eine spezielle Show namens "Der Tresor" hinzugefügt, in der man auch die Runden spielen kann, die aktuell nicht in der normalen Rotation sind.

### Währungen
In Fall Guys gibt es drei Arten von Währungen: Kudos, Kronen (Kronensplitter), und Show-Bucks. Kudos werden in Events und Herausforderungen erworben und mit ihnen kann man im Kostüm-Shop einzelne Accessoires erwerben, wie etwa eine Brille oder Perücken. Vor Free for All könnten sie auch einfach durch das Spielen von Runden erworben werden. Kronen erhält man durch den Sieg einer Solo-Show oder durch das sammeln von 60 Kronensplittern, die man durch Herausforderungen, Events oder den Sieg einer Trupp-Show erhält. Mit Kronen konnte man bis zum 21. Juni 2022 noch Skins im Shop kaufen. Nun sind sie nur brauchbar, um im Kronenpass aufzusteigen. Show-Bucks erhält man per Season-Pass oder durch den Kauf mit Echtgeld. Mit ihnen kann man sich beide Versionen der Season-Pass-Erweiterung kaufen sowie auch Kostüme.

### Spielfiguren
Zu den Kostümen gehören in Fall Guys die Farben des Charakters, deren Muster, das Gesicht, ein Ober- und ein Unterteil. Die Gegenstände der Kategorien haben je eine Seltenheitsstufe aus „Häufig“, „Ungewöhnlich“, „Selten“, „Episch“, „Legendär“ „Special“ und „Event“. Jeder Spieler erhält beim Betreten des Spiels eine bzw. ein Standard-Farbe, -Muster und -Gesicht zugeteilt. Das Muster ist dabei eine Kombination aus zwei Farben, von denen über 100 möglich sind. Das aus 60 verschiedenen Optionen gewählte Gesicht bestimmt die Gesichtsfarbe, manchmal auch die Farbe der Augen. Das Ober- und Unterteil ist die Kleidung der Spielfigur, von denen jeweils mehrere hundert Stück zur Auswahl stehen.
Zu der Theatralik gehören Emotes (eine Art Körpersprache in Computerspielen) und Jubel. Während eines Spiels kann ein Spieler wann er möchte Emotes einsetzen, ein Jubel wird am Ende einer Show vom Gewinner gezeigt. Wie auch bei den Kostüme gibt es mehrere Auswahlmöglichkeiten, welche man aussucht. Es können vier Emotes gleichzeitig ausgewählt werden, die man während des Spiels zeigen kann, sowie einen Jubel, der gezeigt wird, wenn man gewinnt. Zu der Oberfläche gehören Namensschild und Spitzname. Wenn man einem Spieler zuschaut, werden die Namensschilder mit dem Spitznamen drauf unten links eingeblendet. Über dem Spitznamen steht der Epic-Games-Name des Spielers und um die Schriftzüge herum sind meist künstlerische Darstellungen von Elementen des Spiels.

## Veröffentlichung
Fall Guys: Ultimate Knockout wurde im Juni 2019 auf der Electronic Entertainment Expo angekündigt und am 4. August 2020 für PlayStation 4 und Windows veröffentlicht. Fall Guys wurde im Winter 2020/2021 von Mediatonic gekauft.
Im Rahmen der Nintendo Direct vom 17. Februar 2021 wurde das Spiel für die Nintendo Switch für Sommer 2021 angekündigt. Die Veröffentlichung der Konsolen-Versionen wurde zunächst auf unbestimmte Zeit verschoben, bis schließlich im Mai 2022 der 21. Juni 2022 als finaler Erscheinungstermin genannt wurde.

## Rezeption
Innerhalb von 24 Stunden nach Veröffentlichung hatte das Spiel über 1,5 Millionen Spieler angezogen. Der hohe Andrang am Veröffentlichungstag sorgte dafür, dass zwischenzeitlich die Server zusammengebrochen sind. Am 10. August 2020 gab Publisher Devolver Digital bekannt, dass das Spiel auf Steam bereits über zwei Millionen Mal heruntergeladen wurde.

### Kritiken
Insgesamt wurde das Spiel positiv aufgenommen. Tom Wiggins von Stuff lobte das Spiel und nannte es „Super Monkey Ball für die Fortnite-Generation“. Auch Matthias Dammes von der PC Games meinte: „Selbst als Multiplayer-Muffel habe ich einen Riesenspaß“.
Kritisiert wurde, dass es wenig Abwechslung innerhalb der Levels gebe.
Im Jahr 2022 war der Hashtag #savefallguys kurzzeitig auf Twitter in den Trends, da viele Spieler gegen das damals neuere Skill-based Matchmaking (kurz SBMM) waren und die zu Wartungszwecken nicht spielbaren Runden wieder haben wollten.

### Einfluss
Fall Guys hatte zahlreiche Kooperationen mit anderen Spielen und Serien, in denen man die Charaktere der jeweils anderen Marke in Fall Guys einbrachte. Beispiele sind Half-Life, Godzilla, Team Fortress 2, Sonic the Hedgehog, Doom, Hotline Miami, Ratchet & Clank, Cuphead, Among Us, Hatsune Miku und SpongeBob Schwammkopf.
Am 12. Februar 2021 erschien mit Stumble Guys ein Fall-Guys-Klon von Kitka Games für Windows, Smartphones und Tablets. Auch hier treten bis zu 32 Spieler in Minispielen nach dem Knockout-Prinzip gegeneinander an. Dabei kann es sich um menschliche oder computergesteuerte Gegenspieler handeln. Die USK-Altersfreigabe liegt bei 6 Jahren. Das Spiel ist kostenlos spielbar und erhält regelmäßig kostenfreie Aktualisierungen mit neuen Inhalten. Das Spiel verzeichnet mehr als 100 Millionen Downloads bei Google Play und über 260 Millionen Downloads insgesamt.

## Belege
1. ↑  Fall Guys Seasons-Archiv. Abgerufen am 24. November 2022.
2. ↑  Steam-Charts: Indie-Hit Fall Guys schlägt die ganze AAA-Konkurrenz., In: GameStar.
3. ↑  Daniel Herbig: Nintendo Switch: "Fall Guys", "Skyward Sword HD" und "Mario Golf" angekündigt. In: Heise Online. Verlag Heinz Heise, 18. Februar 2021, abgerufen am 18. Februar 2021.
4. ↑  Xbox and Switch delay; crossplay incoming. In: fallguys.com. 20. April 2021, abgerufen am 18. Mai 2022.
5. ↑  Fall Guys erscheint am 21. Juni kostenlos für alle Plattformen. In: fallguys.com. 16. Mai 2022, abgerufen am 18. Mai 2022.
6. 1 2  Jan Wöbbeking: Test: Fall Guys: Ultimate Knockout –  Takeshi's Castle Royale. In: 4Players. 7. August 2020, archiviert vom Original am 30. Oktober 2023; abgerufen am 19. August 2020.
7. ↑  Dennis Michel: Fall Guys im Test: Multiplayer-Kracher mit Spaßbremse. In: GamePro. 6. August 2020, abgerufen am 19. August 2020.
8. 1 2  Alessandro Barbosa: Fall Guys: Ultimate Knockout Review – Major Chaos. In: GameSpot. 4. August 2020, abgerufen am 19. August 2020 (englisch).
9. ↑  Manuel Fritsch: Fall Guys macht im Test viel Spaß und bietet trotzdem zu wenig. In: GameStar. 7. August 2020, abgerufen am 19. August 2020.
10. ↑  Christopher Livingston: Fall Guys: Ultimate Knockout review. In: PC Gamer. 7. August 2020, abgerufen am 19. August 2020 (englisch).
11. 1 2  Matthias Dammes: Fall Guys: Ultimate Knockout im Test – Noch nie hat Battle Royal so viel Spaß gemacht. In: PC Games. 7. August 2020, abgerufen am 17. August 2020.
12. ↑  Fall Guys: Ultimate Knockout for PlayStation 4 Reviews. In: Metacritic. Abgerufen am 16. August 2020 (englisch).
13. ↑  Fall Guys: Ultimate Knockout for PC Reviews. In: Metacritic. Abgerufen am 16. August 2020 (englisch).
14. 1 2  Fall Guys: Ultimate Knockout for PC Reviews. In: OpenCritic. Abgerufen am 19. August 2020 (englisch).
15. ↑  Fall Guys Servier Owl auf Twitter
16. ↑  Twitter-Account von Devolver Digital
17. ↑  Tom Wiggins: Drop everything and download: Fall Guys: Ultimate Knockout. In: Stuff. Abgerufen am 17. August 2020 (englisch).
18. ↑  Fans Of 'Fall Guys' Are Fed Up With Problems, Causing #SaveFallGuys To Trend. 11. Oktober 2022, abgerufen am 3. Mai 2023 (englisch).
19. ↑  Daniel Boldt: Dreiste Fall-Guys-Kopie ist die neue Nummer 1 im Google Play Store. In: spieletipps.de. 6. Juli 2022, archiviert vom Original (nicht mehr online verfügbar) am 2. Juni 2023; abgerufen am 29. Oktober 2022.
20. ↑  Jasmin Peukert: Fall-Guys-Klon stürmt die App-Charts: Warum lieben Handy-Nutzer dieses Spiel? In: GIGA. 12. Juli 2022, abgerufen am 29. Oktober 2022.
21. ↑  Aaron Astle: Battle royale game Stumble Guys is making almost half a million dollars every day. In: pocketgamer.biz. 20. Oktober 2022, abgerufen am 29. Oktober 2022.